# 緑川稔
緑川 稔（みどりかわ みのる、1932年3月5日 - 1985年9月30日）は、日本の男性俳優、声優。東京都出身。

## 来歴
早稲田大学卒業。東京俳優生活協同組合に所属し、劇団コーモリ、劇団若草、グループりんどう、東京アクタープロダクションにも所属していた。1985年9月30日に53歳で死去。

## 人物
声種はバリトン。
柔道は三段の腕前。趣味・趣味は東北弁、ゴルフ。

## 後任
緑川の死後、持ち役を引き継いだ人物は以下の通り。
| 後任     | キャラクター名             | 概要作品 | 後任の初担当作品                                                  |
| -------- | -------------------------- | -------- | ----------------------------------------------------------------- |
| 真地勇志 | 『チキチキマシン猛レース』 | トンチキ | 『チキチキマシン猛レース ケンケンとブラック魔王のイジワル大作戦』 |
| 乃村健次 | 『チキチキマシン猛レース』 | トンチキ | PS版                                                              |

## 出演作品

### テレビドラマ
- 無用ノ介（ナレーター）
- ザ・ハングマン

### 吹き替え

#### 洋画
- 赤い河（ダン・ラティマー〈ハリー・ケリー・ジュニア〉）※テレビ朝日版
- 赤い砦（ウェス・トッド〈ウォルター・マッソー〉）※日本テレビ版
- アフリカの女王（第一士官〈セオドア・ビケル〉、ショーナの砦上官）※LD版
- アラバマ物語（廷吏）※テレビ版
- 暗黒の恐怖（クレベー）※テレビ朝日版
- アンドロメダ…（上院議員〈エリック・クリスマス〉）※テレビ朝日版
- イスタンブール特急（カペル、ストーン）※フジテレビ版
- ヴェラクルス（アビレーン）※テレビ朝日版
- エアプレーン超高層ビル激突（ジョージ・ビーム〈シド・シーザー〉）※テレビ朝日版
- OK牧場の決斗（コットン・ウィルソン〈フランク・フェイレン〉）※テレビ朝日旧録版
- 狼よさらば（ブリッグス警部補）※テレビ朝日版（DVD収録）
- カーツーム ※NETテレビ版
- 火星人地球大襲撃（クレッグホーン軍曹）※NETテレビ版
- 華麗なる賭け（エーブ〈アディソン・パウエル〉）※TBS版
- 渇いた太陽（フィンレー〈エド・ベグリー〉）※TBS版
- 傷だらけの挽歌（マクレイン）※NETテレビ版
- 騎兵隊（スティーブ・ハルバート将軍）※NETテレビ版
- 魚雷特急（グリエ将軍〈エミール・ジュネ〉）
- 暗闇でドッキリ（ラファージュ〈ダグラス・ウィルマー〉）※NETテレビ版
- 黒い罠（アル・シュワルツ〈モート・ミルス〉）
- 原子力潜水艦浮上せず（ハークネス）※テレビ朝日版（DVD収録）
- 豪華客船ゴライアス号の奇跡 ※テレビ東京版
- 絞殺魔（ルイス・シュバート弁護士〈ダナ・エルカー〉）
- 幸福の旅路（メル〈ヴァル・エイヴリー〉）※TBS版
- 荒野の七人 ※NET版
- 荒野の大活劇（護衛）
- 荒野の用心棒（伍長）※NETテレビ版、（役不明）※テレビ朝日・DVD版
- サハラ戦車隊 ※NETテレビ版
- サブウェイ・パニック（グリーン〈マーティン・バルサム〉）
- さよならをもう一度 ※NETテレビ版
- 山河遥かなり（将校）※NETテレビ版
- サン・セバスチャンの攻防 ※NETテレビ版
- サンバーン（ウェッブ〈ジョン・ヒラーマン〉）※フジテレビ版
- サンフランシスコ大空港（監査官、守衛A）※NETテレビ版
- ジェニーの肖像
- 料理長殿、ご用心（ジャン・クロード・ムリノー〈フィリップ・ノワレ〉）※フジテレビ版
- 地獄への道（トム・コールソン）※NETテレビ版
- 私生活（イタリア人）※NETテレビ版
- 七人の脱走兵（リップコーム）※日本テレビ版
- 島の女（調査官）※NETテレビ新録版
- ジャッカルの日（トーマス警視〈トニー・ブリットン〉）※テレビ朝日版（思い出の復刻版ブルーレイに収録）
- シンシナティ・キッド（イェラー〈キャブ・キャロウェイ〉）※フジテレビ版（ソフト収録）
- 紳士泥棒 大ゴールデン作戦
- 紳士は金髪がお好き（判事〈マルセル・ダリオ〉）※フジテレビ版（HDリマスター版DVD収録）
- 新シャーロック・ホームズ おかしな弟の大冒険（モリアーティの助手）
- スウォーム（フェリックス〈ベン・ジョンソン〉）※テレビ朝日版
- 頭上の敵機 ※NETテレビ版
- ストリートファイター ※テレビ朝日版
- セルピコ（デイリー警視〈ジョージ・イード〉、ギャラガー局長〈M・エメット・ウォルシュ〉）※テレビ朝日版（思い出の復刻版ブルーレイに収録）
- 戦艦シュペー号の最後（レイ・マーティン）※フジテレビ版
- 戦略大作戦
- 底抜け大学教授（ウォーフィールド博士〈デル・ムーア〉）※フジテレビ版
- ダーティハリー（医師）
- 大空港 ※テレビ朝日版
- 対決 ※テレビ朝日版
- 隊長ブーリバ ※NETテレビ版
- 大統領の陰謀（ハワード・シモンズ〈マーティン・バルサム〉）
- ダイヤモンドの犬たち（医者）
- 大洋のかなたに ※TBS版
- 太陽のならず者 ※TBS版
- 大列車強盗（ハランビー、ベンディクス、司祭）※機内上映版
- 007シリーズ
  - 007 サンダーボール作戦（リッペ伯爵〈ガイ・ドールマン〉、外務大臣）※TBS版
  - 007 私を愛したスパイ（ハーグリーブス）※TBS旧録版
- タワーリング・インフェルノ（キャラハン〈ジョン・クロウフォード〉）※フジテレビ版（日本語吹替音声追加収録版BDに収録）
- 弾丸を噛め ※テレビ朝日版
- 地下道の咬殺獣・血に飢えた狼人間の怪（パンポーニ〈ヒュー・グリフィス〉）※東京12チャンネル版
- テーブル・ロックの決闘（スコッティ、客A、バーテンA・B、男C・P）※フジテレビ版
- ティファニーで朝食を（サリー・トマト〈アラン・リード〉）※フジテレビ版
- 鉄道員（マリーニ、列車長、ファーバ）※NETテレビ版
- デモン・シード（モクリ）※テレビ朝日版
- テレフォン（ストローラー）※フジテレビ版
- 遠い国（ドック）※フジテレビ版
- トブルク戦線（タイン特務曹長）
- トラ・トラ・トラ!（フレデリック・L・マーチン、ウィリアム・H・マーフィー、セオドア・ウィルキン、クレイン、大尉、エドガー・M・フェア）※フジテレビ版
- トランザム7000（運輸省捜査官）※フジテレビ版
- 渚にて ※NETテレビ版
- パットン大戦車軍団（アルフレート・ヨードル独陸軍大将）※LD版
- パピヨン（リクター、サンティーニ）※フジテレビ版、（サンティーニ）※テレビ朝日版
- パララックス・ビュー
- ハリーとトント
- バンドレロ
- ビッグ・ガン（ヴォルフガング、神父、ジャン、サルバトーレ）※テレビ朝日版（DVD収録）
- ビッグ・トレイル（ブラディ）※NETテレビ版
- 媚薬
- フリービーとビーン/大乱戦 ※フジテレビ版
- ブリット
- フレンジー（警官）※テレビ朝日版
- フレンズ/ポールとミシェル ※TBS版
- 北京の55日
- 暴力脱獄
- 墓石と決闘 ※NETテレビ版
- マシンガン・パニック（ジョン・パパス〈ヴァル・エイヴリー〉）※テレビ朝日版（DVD収録）
- マッカーサー
- 真昼の死闘（ベルトラン〈マノロ・ファブレガス〉）※テレビ東京版
- 見えない恐怖（ジョージ）
- ミッドウェイ（近藤信竹中将）※日本テレビ版
- ミラクル・ワールド ブッシュマン ※フジテレビ版
- 名犬ウォン・トン・トン（ニック〈ヴィクター・マチュア〉）※テレビ朝日版
- 奴らを高く吊るせ!（ブリス連邦保安官〈ベン・ジョンソン〉、カルフーン保安官〈チャールズ・マッグロー〉）※テレビ朝日版
- 夕なぎ ※テレビ朝日版
- 夕陽のガンマン（レッド・カヴァナフ〈ホセ・マルコ〉）※テレビ朝日版
- 夜を楽しく ※NETテレビ版
- リオ・ロボ（ケッチャム〈ヴィクター・フレンチ〉）※フジテレビ版（ソフト収録）
- 633爆撃隊（アダム中隊長）※NETテレビ新録版
- ワーロック ※テレビ朝日版

#### 海外ドラマ
- アメリカン・ヒーロー
- 刑事コロンボシリーズ
  - 構想の死角（警官）
  - 指輪の爪あと（検死官）
  - 悪の温室（フランク）
  - 野望の果て（リック・スチーブンス）
  - 逆転の構図（ホフマン刑事）
  - ハッサン・サラーの反逆（オーガスト部長）
  - ルーサン警部の犯罪（ジョセフ役の俳優、AD）
- 原子力潜水艦シービュー号（スパークス）
- 人造人間クエスター（ランドルフ）
- スパイ大作戦
  - 越境作戦（ダルゴ、警官、拡声器の声）
  - 甘きマイクロ回路（修理屋）
  - 罠（見張り）
  - 時代逆行30年（アナウンサー、俳優）
  - 400万ドルの差し足（アナウンサー、店主）
- スペース1999 タイムトラベル あこがれの地球へ（マクドナルド）
- チンパン探偵ムッシュバラバラ（ドクター・ワル）
- 電撃スパイ作戦（#18、#21 ラヴグローヴの相棒）
- 特攻ギャリソン・ゴリラ（#12、#14 警察署長〈オスカー・ベレギ・ジュニア〉、#15 ドイツ兵）

#### 海外アニメ
- 宇宙忍者ゴームズ（ハゲチャビーン博士）
- 怪獣王ターガン（ヒューヒュー）
- チキチキマシン猛レース（トンチキ）

#### 海外人形劇
- 海底大戦争 スティングレイ
  - スティングレイ対海底魔王（軍医）
  - タイタン、ロカビリーにイカれる（WASP次官）
- キャプテン・スカーレット 無人戦車ユニトロン!
- サンダーバード
  - オーシャンパイオニア号の危機（ウォーデン卿）
  - 恐怖の空中ファッションショー（スカイトラスト号機長アシュトン）
- ジョー90
  - 北海のミサイル回収（ハル副操縦士）
  - 連続ジェット機墜落のなぞ（ベイツ）
- スーパーカー
  - 海のSOS（ハドソン基地）※フジテレビ版
  - 海賊退治（無線の声）※フジテレビ版
  - 魔法の絨毯（ヌリド・ハッサン王子）※フジテレビ版
- マペット・ショー（アニマル）

### テレビアニメ
1967年
- かみなり坊やピッカリ・ビー

1969年
- 海底少年マリン（船員、ギャングB、男A、サンダー博士、フーラー博士、ボス）

1970年
- 昆虫物語 みなしごハッチ（水カマキリ）

1971年
- アタックNo.1
- アパッチ野球軍（ネギ監督）

1972年
- アストロガンガー（ISP部長、ブラスター34 他）
- 樫の木モック（ライオン）

1974年
- 荒野の少年イサム

1976年
- 母をたずねて三千里

1977年
- あらいぐまラスカル（トーマス、アッシュ、ヘンリー）

1978年
- ペリーヌ物語（警部、リュション 他）
- 星の王子さま プチ・プランス（1978年 - 1979年、父、紳士）
- ルパン三世 (TV第2シリーズ)（1978年 - 1980年）
- 野球狂の詩（別当）

1979年
- 赤毛のアン（教師、牧師）
- ザ☆ウルトラマン（1979年 - 1980年、父 他）

1980年
- あしたのジョー2
- 鉄腕アトム (アニメ第2作)（ハンター）
- トム・ソーヤーの冒険（スティーブンスン校長、マイケル・テンプル、弁護士）
- フウムーン（ウィスキー長官）

1981年
- 家族ロビンソン漂流記 ふしぎな島のフローネ（船長）
- 太陽の牙ダグラム（代表D）
- 釣りキチ三平（服部）

1982年
- 魔境伝説アクロバンチ（ドクター時田）

1983年
- 亜空大作戦スラングル（クライム・ボス）
- まんが日本史（藤原良房、白河法皇、山名宗全）
- みゆき（校長先生）

### 劇場アニメ
- ジャングル大帝（1966年）
- エースをねらえ!（1979年）
- ルパン三世 カリオストロの城（1979年）
- あしたのジョー（1980年）
- 機動戦士ガンダム（1981年、エッシェンバッハ）
- ドキュメント 太陽の牙ダグラム（1983年、代表C）

### 特撮
- キカイダー01（ビッグシャドウの声）
- 忍者部隊月光（ナレーター）
- バトルホーク（黄金大帝の声）
- 超人バロム・1（ゲジゲルゲの声）
- UFO大戦争 戦え! レッドタイガー（指揮官の声）